# Cnemaspis baueri
Cnemaspis baueri är en ödleart som beskrevs av  Das och GRISMER 2003. Cnemaspis baueri ingår i släktet Cnemaspis och familjen geckoödlor. Inga underarter finns listade i Catalogue of Life.